# Symbiobacterium terraclitae
Espèce
Symbiobacterium terraclitae est une bactérie thermophile de coloration de gram négative mais dont la paroi cellulaire est typique des bactéries à Gram-positif.

## Historique
C'est le long des côtes du Pacifique au niveau d'Eno-shima (Japon), que la souche KY46 a été isolée d'une balane de l'espèce Terraclita japonica. Cette espèce a été décrite en même temps que les espèces S. ostreiconchae et S. turbinis.

## Taxonomie
Le nom correct complet (avec auteur) de ce taxon est Symbiobacterium terraclitae Shiratori-Takano et al. 2014

### Étymologie
L'étymologie de cette espèce Symbiobacterium terraclitae est la suivante : ter.ra.cli’tae. N.L. gen. fem. n. terraclitae, venant de Terraclita car la souche type de cette espèce a été isolée d'une balane 'de l'espèce Terraclita japonica,. Le nouveau nom a été validé également en 2015 par l'ICSP et publié dans le journal IJSEM.

### Phylogénie
Les analyses phylogénétiques des séquences de l'ARNr 16S de la souche KA13 ont démontré que cette bactérie appartient bien au genre Symbiobacterium. La séquence de cette souche est identique à 93,3 % de celle de Symbiobacterium thermophilum. Le groupe de bactéries des Symbiobacterium représente un cluster au sein de l'ordre Clostridiales mais distinct des autres familles.